# John Joseph Curran
Pour les articles homonymes, voir John Curran et Curran.
John Joseph Curran (22 février 1842-1er octobre 1909) est un avocat et homme politique fédérale du Québec.

## Biographie
Né à Montréal dans le Canada-Est, il étudie au Collège Sainte-Marie de Montréal, à l'Université d'Ottawa et à l'Université McGill où il devint apte à pratiquer le droit en 1863, alors qu'il fut nommé au Barreau du Québec. 
Élu député du Parti conservateur dans la circonscription fédérale de Montréal-Centre en 1882, il avait précédemment été défait dans Shefford par le libéral Lucius Seth Huntingdon en 1874. Réélu en 1887, 1891 et lors de l'élection partielle de 1892, il devient le premier solliciteur général de 1892 à 1895. Il démissionne en 1895 pour devenir juge à la Cour supérieure du Québec en 1895.